# Mango fool
Mango fool (także: mango fools) – deser, specjalność kuchni angielskiej, karaibskiej, a także kuchni azjatyckich.
Danie przyrządza się ze zmiksowanego miąższu owoców mango, wymieszanych z cytryną, żelatyną i bitą śmietaną. Po zmiksowaniu całość wstawia się na kilka godzin do lodówki i podaje zimne.